# آنتوان سمنیو
آنتوان سمنیو (انگلیسی: Antoine Semenyo؛ زادهٔ ۷ ژانویهٔ ۲۰۰۰) بازیکن فوتبال اهل غنا است.
از باشگاه‌هایی که در آن بازی کرده‌است می‌توان به باشگاه فوتبال بث سیتی، باشگاه فوتبال نیوپورت کانتی، و باشگاه فوتبال بریستول سیتی اشاره کرد.
او همچنین در تیم ملی فوتبال غنا بازی کرده‌است.